# (S)-usnat reduktaza
(S)-usnat reduktaza (EC 1.1.1.199, L-usnatna kiselina dehidrogenaza) je enzim sa sistematskim imenom redukovani-(S)-usnat:NAD+ oksidoreduktaza (formira etarsku vezu). Ovaj enzim katalizuje sledeću hemijsku reakciju
(6)-2-acetil-6-(3-acetil-2,4,6-trihidroksi-5-metilfenil)-3-hidroksi-6-metil-2,4-cikloheksadien-1-on + NAD+ {\displaystyle \rightleftharpoons } ()-usnat + NADH + H+

## Literatura
- Nicholas C. Price; Lewis Stevens (1999). Fundamentals of Enzymology: The Cell and Molecular Biology of Catalytic Proteins (Third изд.). USA: Oxford University Press. ISBN 019850229X.
- Eric J. Toone (2006). Advances in Enzymology and Related Areas of Molecular Biology, Protein Evolution (Volume 75 изд.). Wiley-Interscience. ISBN 0471205036.
- Branden C; Tooze J. Introduction to Protein Structure. New York, NY: Garland Publishing. ISBN 0-8153-2305-0.
- Irwin H. Segel. Enzyme Kinetics: Behavior and Analysis of Rapid Equilibrium and Steady-State Enzyme Systems (Book 44 изд.). Wiley Classics Library. ISBN 0471303097.
- William P. Jencks (1987). Catalysis in Chemistry and Enzymology. Dover Publications. ISBN 0486654605.

## Spoljašnje veze
- (S)-usnate+reductase на 